# Farrenbracken
Farrenbracken ist eine Hofschaft im Remscheider Stadtbezirk Lüttringhausen. Sie liegt zwischen Clarenbach, Grüne und Birgden III.

## Geschichte
Erstmals urkundlich erwähnt wurde „Varenbrak“ 1312, um 1547 „Farenbraike“. Ab 1597 erscheint die Hofschaft unter den Bezeichnungen Farrenbraake, Varrenbrach, Varenbrach und Farenbreck, später sind 1612 Varrenbracken und 1683 „Varenbrachen“ nachzulesen. Der Name lässt darauf schließen, dass es sich hier ehemals um ein von Farnen bewachsenes Brachland  handelte, das umgebrochen – also gerodet – wurde.
Im Jahre 1694 war im Zusammenhang mit einer Erbteilung von einem „Steingadem des Hofes Farenbraken“ die Rede, was darauf schließen lässt, dass es wahrscheinlich während des Dreißigjährigen Krieges auf dem Hof des Christoffel Laun zu Farrenbracken eine Art von festem Turm gegeben hat, wo in unruhigen Zeiten die Bewohner der Hofschaft Zuflucht suchten. Solche Wehrtürme wurden auch als „Steengaden“ bezeichnet.
Theiss Goldenberg (1642–1710) und sein jüngerer Bruder Franz Gördt Goldenberg (1658–1720) betrieben nach den Recherchen von Ernst Erwin Stursberg gemeinsam mit ihrem Schwager Wilhelm Reinshagen im Farrenbracken mehrere Hämmer unterhalb Kradenholl am Leyerbach.
1815/16 lebten 60 Einwohner im Ort. 1832 war Birgden Teil der Honschaft Hohenhagen, die der Bürgermeisterei Lüttringhausen angehörte. Der laut der Statistik und Topographie des Regierungsbezirks Düsseldorf als Weiler bezeichnete Ort besaß zu dieser Zeit sieben Wohnhäuser, drei Fabriken oder Mühlen und sieben landwirtschaftliche Gebäude. Zu dieser Zeit lebten 75 Einwohner im Ort, 73 evangelischen und zwei katholischen Glaubens. Im Gemeindelexikon für die Provinz Rheinland von 1888 werden fünf Wohnhäuser mit 68 Einwohnern angegeben.

## Geografie
Die schmale Durchgangsstraße verbindet Langenhaus über "Neuland" und "Grüne" mit der Ronsdorfer Straße. Ein kleiner Bachlauf, der einen Taleinschnitt markiert, wie er in dieser Region heute noch verbreitet aus dem Mittelniederdeutschen her als Siepen bezeichnet ist, entspringt oberhalb der Hofschaft und fließt als "Farrenbrackener Siepen" jenseits der Ronsdorfer Straße in den Leyerbach. Bis in die sechziger Jahre gab es hier eine Reihe von landwirtschaftlichen Betrieben, von denen einer blieb. Mehrere Handwerksbetriebe sind am Farrenbracken ansässig.

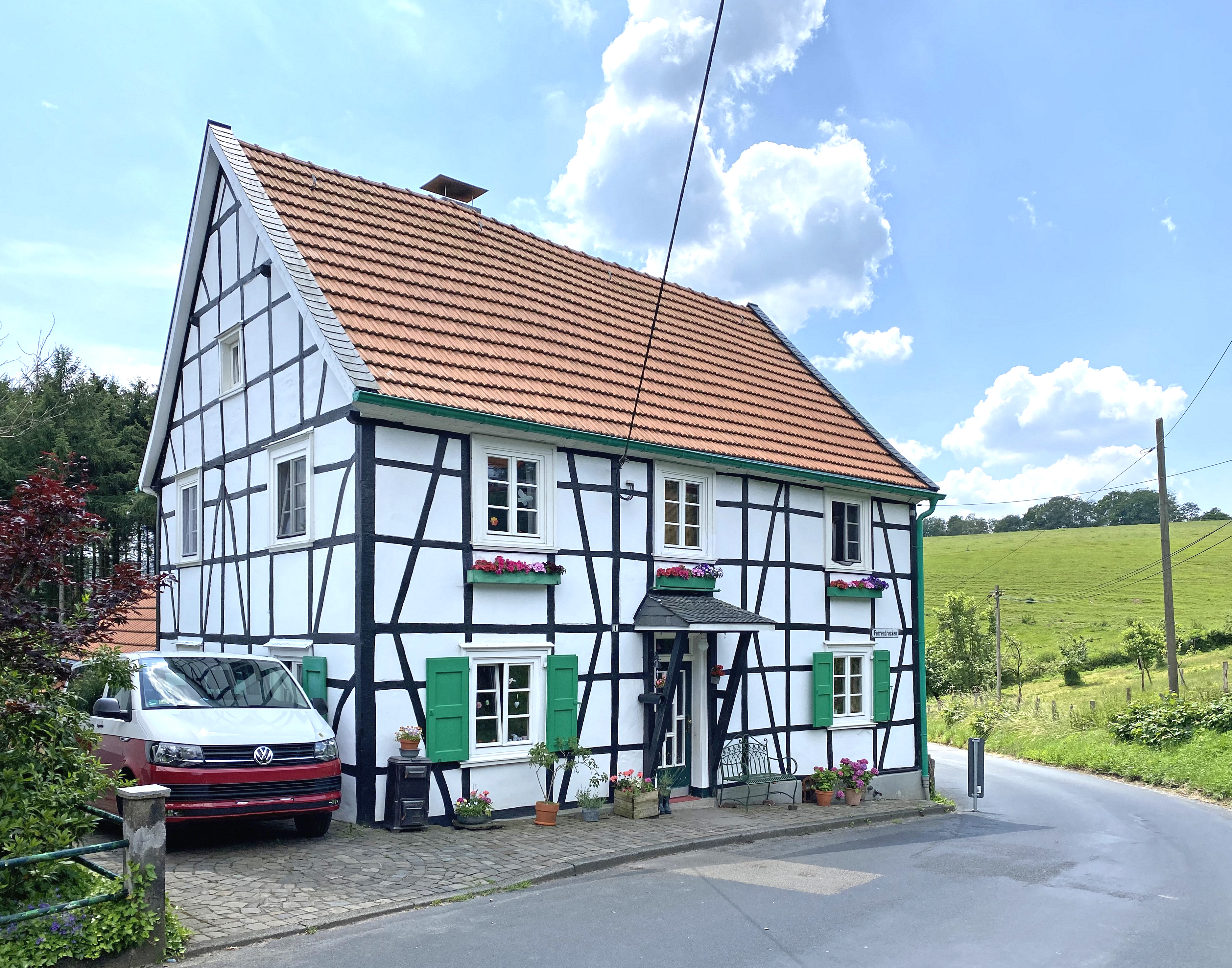
Baudenkmal Farrenbracken 1

## Denkmäler
Von dem Verbindungsweg zwischen Grüne und Spelsberg, der einst als Kohlenweg diente, zweigt ein Hohlweg ab, der als Naturdenkmal markiert ist. Er endet in nördlicher Richtung auf den Wiesen oberhalb von Farrenbracken.
Das Fachwerkhaus Farrenbracken 1 steht auf der städtischen Denkmalliste.